# Codice ATC B01
Il codice ATC B01 "Agenti Antitrombotici" è un sottogruppo del sistema di classificazione Anatomico Terapeutico e Chimico, un sistema di codici alfanumerici sviluppato dall'OMS per la classificazione dei farmaci e altri prodotti medici. Il sottogruppo B01 fa parte del gruppo anatomico B, farmaci per il sangue e l'emopoiesi.
Codici per uso veterinario (codici ATCvet) possono essere creati ponendo la lettera Q di fronte al codice ATC umano: QB01...
Numeri nazionali della classificazione ATC possono includere codici aggiuntivi non presenti in questa lista, che segue la versione OMS.

## B01A Farmaci antitrombotici

### B01AA Antagonisti della Vitamina K
B01AA01 Dicumarolo
B01AA02 Fenindione
B01AA03 Warfarin
B01AA04 Fenprocoumon
B01AA07 Acenocumarolo
B01AA08 Etil biscoumacetato
B01AA09 Clorindione
B01AA10 Difenadione
B01AA11 Tioclomarolo
B01AA12 Fluindione

### B01AB Gruppo dell'Eparina
B01AB01 Eparina
B01AB02 Antitrombina III
B01AB04 Dalteparina
B01AB05 Enoxaparina
B01AB06 Nadroparina
B01AB07 Parnaparina
B01AB08 Reviparina
B01AB09 Danaparoid
B01AB10 Tinzaparina
B01AB11 Sulodexide
B01AB12 Bemiparina
B01AB51 Eparina, associazioni

### B01AC Inibitori dell'aggregazione delle piastrine esclusa l'eparina
B01AC01 Ditazolo
B01AC02 Cloricromene
B01AC03 Picotamide
B01AC04 Clopidogrel
B01AC05 Ticlopidina
B01AC06 Acido acetilsalicilico
B01AC07 Dipiridamolo
B01AC08 Carbossalato di calcio
B01AC09 Epoprostenolo
B01AC10 Indobufene
B01AC11 Iloprost
B01AC13 Abciximab
B01AC15 Alossiprina
B01AC16 Eptifibatide
B01AC17 Tirofiban
B01AC18 Triflusal
B01AC19 Beraprost
B01AC21 Treprostinil
B01AC22 Prasugrel
B01AC23 Cilostazolo
B01AC24 Ticagrelor
B01AC25 Cangrelor
B01AC26 Vorapaxar
B01AC30 Combinazioni
B01AC56 Acido acetilsalicilico, associazioni con inibitori di pompa protonica

### B01AD Enzimi
B01AD01 Streptochinasi
B01AD02 Alteplase
B01AD03 Anistreplase
B01AD04 Urochinasi
B01AD05 Fibrinolisina
B01AD06 Brinasi
B01AD07 Reteplase
B01AD08 Saruplase
B01AD09 Ancrod
B01AD10 Drotrecogin alfa (attivato)
B01AD11 Tenecteplase
B01AD12 Proteina C

### B01AE Inibitore diretto della trombina
B01AE01 Irudina
B01AE02 Lepirudina
B01AE03 Argatroban
B01AE04 Melagatran
B01AE05 Ximelagatran
B01AE06 Bivalirudina
B01AE07 Dabigatran

### B01AF Inibitori diretti del fattore Xa
B01AF01 Rivaroxaban
B01AF02 Apixaban
B01AF03 Edoxaban

### B01AX Altri farmaci antitrombotici
B01AX01 Defibrotide
B01AX04 Dermatan solfato
B01AX05 Fondaparinux